# Ali Al-Mandri
Abu Hassan Ali Al-Mandri (arabe : أبو الحسن علي المنظري), dit Sidi Al-Mandri, né à Grenade au XVe siècle et mort à Tétouan à une date inconnue entre 1505 et 1540, est un chef militaire grenadin et alcalde de Píñar, réfugié au Maroc avec ses troupes et une partie de la noblesse grenadine dans les années 1480 fuyant l'avancée chrétienne dans le sud de la péninsule Ibérique.
Établi après son exil dans la ville de Chefchaouen, il est chargé par le sultan wattasside Muhammad ibn Yahya en 1484 de fortifier le site de Titawen, détruit par les Portugais un demi-siècle auparavant et où une communauté de réfugiés andalous s'est établie. La construction de fortifications autour du site avait pour but de protéger la communauté d'Andalous des attaques de la tribu des Jbalas Beni Hozmar, qui se considérait propriétaire du site. Il est ainsi considéré comme le fondateur de la ville de Tétouan.
Les chroniques portugaises lui accordent (sous le nom d'Almandarim) ainsi qu'à Ali ben Rachid Al-Alami (dit Berraxe) un rôle militaire très important dans le harcèlement permanent des places occupées par le Portugal, notamment Ceuta, Azila et Tanger.
Sidi Al-Mandri gouverne Tétouan de 1485 jusqu'en 1505. Il est souvent confondu avec un de ses descendants ou neveux, qui épousa Sitt al-Horra, fille de Ali ben Rachid Al-Alami, lui succède. Ses descendants gouverneront la ville jusqu'en 1567.